# Iskolat
Iskolat (von russ.: Исполнительный комитет Совета рабочих, солдатских и безземельных депутатов Латвии) war 1917/1918 das Ausführende Komitee der Arbeiter-, Soldaten- und Landlosen-Räte Lettlands.
Das Komitee wurde während des Ersten Weltkriegs nach der Februarrevolution 1917 auf Initiative der Partei Lettische Sozialdemokratie, bzw. der Bolschewiki im nicht von Deutschland besetzten Teil Lettlands gebildet. Sitz des Komitees war bei zurückweichender Frontlinie zuerst Riga, dann Cēsis und noch später Valka. Schrittweise übernahm es die ausführende Macht auf dem Gebiet Nordostlettlands und verdrängte die Institutionen der Russischen Provisorischen Regierung oder löste diese auf. Der Vormarsch der deutschen Armee im Februar 1918 beendete die Herrschaft der bolschewistischen Iskolat-Regierung.